# Oxytropis ladygini
Oxytropis ladygini är en ärtväxtart som beskrevs av Porphyriy Nikitich Krylov. Oxytropis ladygini ingår i släktet klovedlar, och familjen ärtväxter. Inga underarter finns listade i Catalogue of Life.